# Saint Francis (Wisconsin)
St. Francis è una città degli Stati Uniti d'America, nella contea di Milwaukee, nello Stato del Wisconsin.
Vi si trova la casa-madre delle Suore Francescane della Penitenza e della Carità.